# Stillhalter
Als Stillhalter wird derjenige Kontrahent einer Option (bedingtes Termingeschäft) bezeichnet, der gegen eine Prämie die Option emittiert oder verkauft. Der Gegenkontrahent der Option wird als Käufer oder Inhaber bezeichnet.
Die Bezeichnung Stillhalter drückt aus, dass dieser Kontrahent bis zur eventuellen Ausübung der Option durch den Käufer wie folgt in einer Stillhalteposition ist:
- Bei einer Kaufoption hält er den Basiswert in der erforderlichen Menge bereit.
- Bei einer Verkaufsoption hält er die erforderliche Geldsumme bereit, um vom Optionskäufer den eventuell angedienten Basiswert erwerben zu können.

Der Stillhalter ist bei amerikanischen Optionen während der gesamten Optionslaufzeit von der Entscheidung des Optionskäufers abhängig. Bei europäischen Optionen ist er nur am Laufzeitende von der Entscheidung des Optionskäufers abhängig. Der Stillhalter trägt ein erhebliches, von der Kursentwicklung des Basiswertes abhängiges Risiko. 